# ريح شمسية

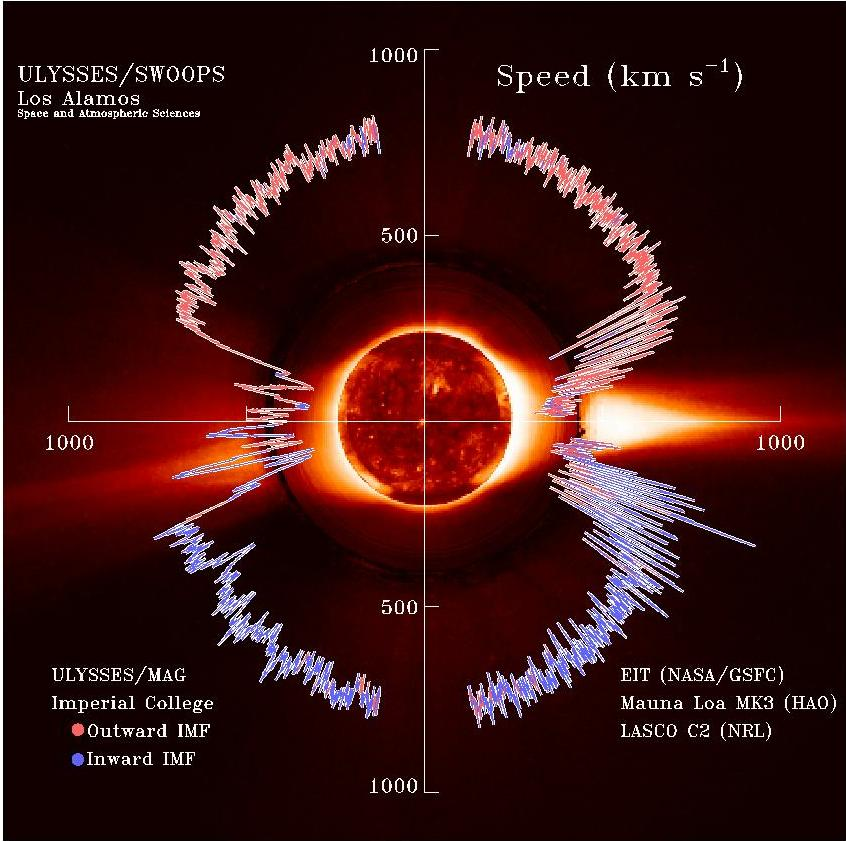
ملاحظات أوليسيس لسرعة الرياح الشمسية كدالة لخط عرض هيليو أثناء الحد الأدنى للشمس. الرياح البطيئة (≈ 400) يقتصر على المناطق الاستوائية، بينما الرياح السريعة (≈ 750) فوق القطبين. تظهر الألوان الحمراء / الزرقاء قطبية داخلية / خارجية للمجال المغناطيسي للغلاف الشمسي.

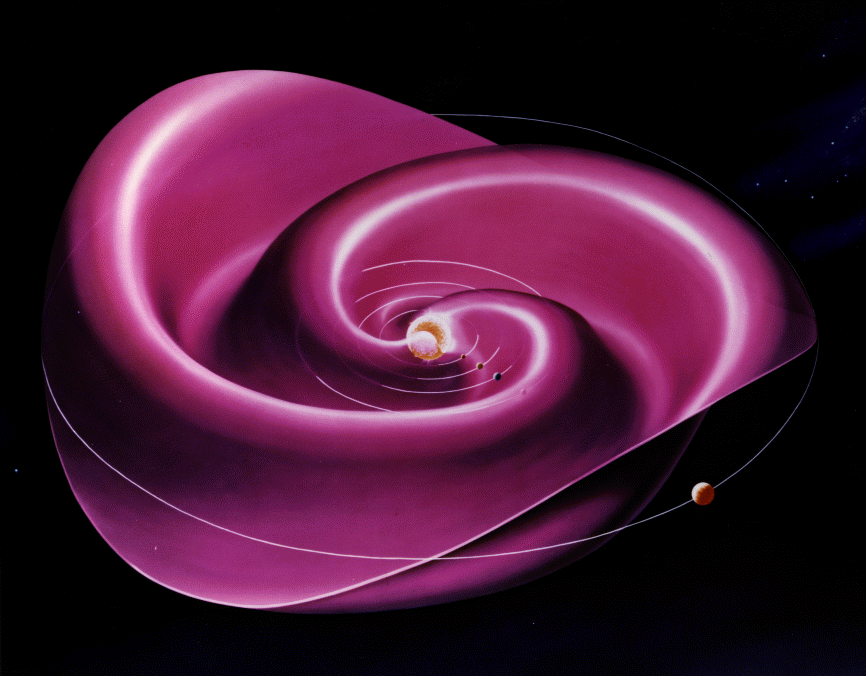
تيار الغلاف الشمسي الدوري

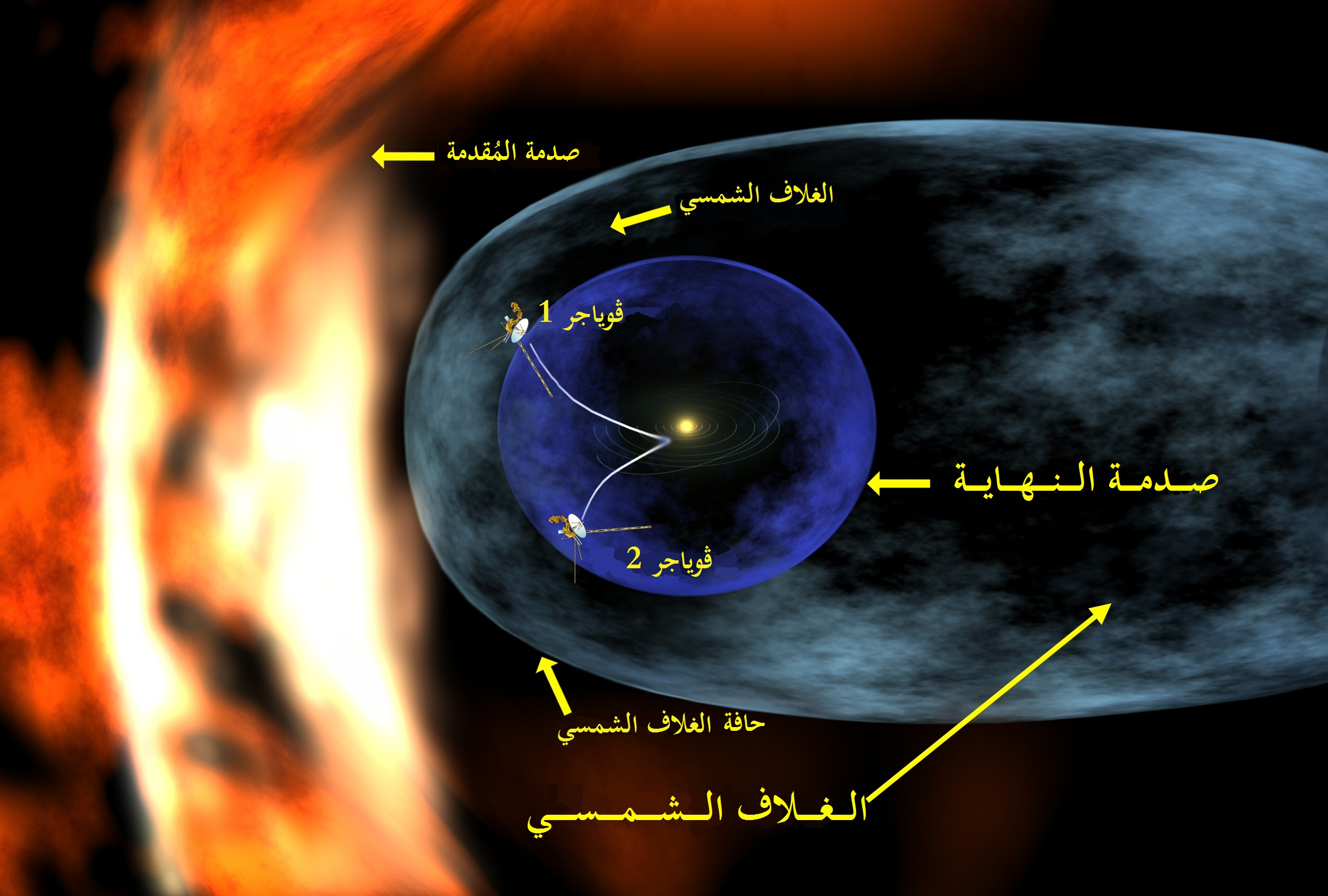
بلازما الرياح الشمسية تلاقي حافة الغلاف الشمسي

الرياح الشمسية أو الرياح النجمية (بالإنجليزية: Solar wind)، عبارة عن تيار من الجسيمات المشحونة المنبعثة من الغلاف الجوي العلوي للشمس، تسمى الهالة. تتكون هذه البلازما في الغالب من الإلكترونات والبروتونات وجسيمات ألفا ذات الطاقة الحركية بين 0.5 and 10 . يتضمن تكوين بلازما الرياح الشمسية أيضًا مزيجًا من المواد الموجودة في البلازما الشمسية: كميات ضئيلة من الأيونات الثقيلة والنواة الذرية مثل C و N و O و Ne و Mg و Si و S و Fe. هناك أيضًا آثار نادرة لبعض النوى والنظائر الأخرى مثل P و Ti و Cr و 54 Fe و 56 Fe و 58 Ni و 60 Ni و 62 Ni. يتراكب مع بلازما الرياح الشمسية المجال المغناطيسي بين الكواكب. تختلف الرياح الشمسية من حيث الكثافة ودرجة الحرارة والسرعة بمرور الوقت وعبر خطوط الطول والعرض الشمسية. تستطيع جزيئاته الهروب من جاذبية الشمس بسبب طاقتها العالية الناتجة عن ارتفاع درجة حرارة الهالة، والتي بدورها ناتجة عن المجال المغناطيسي الإكليلي.
الرياح الشمسية بما أنها عبارة عن تدفق الجزيئات المشحونة - بلازما- تكون خارجة من طبقة جو النجم العليا، فإن تلك الجسيمات قادرة على الخروج من جاذبية النجم جزئيا بسبب الحرارة الشديدة لهالة الشمس، وأيضا بسبب الطاقة الحركية العالية التي تكتسبها الجسيمات خلال طريقة لا تزال غير مفهومة إلى وقتنا الحاضر.
وعلى مسافة تزيد عن بضعة أنصاف أقطار شمسية من الشمس، تصل سرعة الرياح الشمسية إلى 250-750 كم / ثانية وهي أسرع من الصوت،  مما يعني أنها تتحرك أسرع من سرعة الموجة المغناطيسية السريعة. لم يعد تدفق الرياح الشمسية أسرع من الصوت عند صدمة الإنهاء. تشمل الظواهر الأخرى ذات الصلة الشفق القطبي (الأضواء الشمالية والجنوبية)، وذيول البلازما للمذنبات التي تشير دائمًا بعيدًا عن الشمس، والعواصف المغناطيسية الأرضية التي يمكن أن تغير اتجاه خطوط المجال المغناطيسي.
هناك ظواهر عديدة مرتبطة بالرياح الشمسية، مثل التي تتدفق أمام غلاف الأرض المغناطيسي، وتتفاعل مع الحقل الجيومغناطيسي فتعمل كمولد كوني ينتج ملايين الأمبيرات من التيار الكهربائي. يصب بعض هذا التيار الكهربائي في الغلاف الجوي العلوي للأرض الذي يضيئ مثل انبوب نيون لخلق توهج في الشفق القطبي. مثل عاصفة جيومغناطيسية التي بإمكانها ضرب شبكات الكهرباء، والذيل البلازمي للمذنبات المبتعدة عن الشمس. فمعلوم أن الشمس هو نجم متغير، وله انبعاثات من الأشعة فوق البنفسجية والأشعة السينية والجزيئات البلازمية والحقول المغناطيسية. والأشعة الكبيرة المرسلة تحدث تأثيرا كهرومغناطيسيا في الفضاء داخل نطاق تأثير الشمس، وتدعى المجال الشمسي والتي تتضمن الرياح الشمسية وكل غلاف النظام الشمسي المغناطيسي. ويعتبر دراسة الطقس الفضائي هو دراسة لكيفية ومدى تأثير بيئة الفضاء على رواد الفضاء وعمليات الاقمار الصناعية وأنظمة الإتصالات وشبكات الكهرباء الأرضية، على المدى البعيد، والطقس الفضائي يمكن أن يساهم في تغيير مناخ الأرض بصفة أولية من خلال التغير البطئ في الإشعاع الشمسي.
كانت النماذج المبكره من الرياح الشمسية المستخدمة في المقام الأول كطاقة حرارية لتسريع المواد، وخلال الستينات من القرن الماضي ظهر جليا أن التسارع الحراري ليس وحده الذي يعطي السرعة العالية للرياح الشمسية. فيتطلب هنا وجود آلية تسارع إضافية ولكن غير معلومة، ويحتمل أن يكون لها صلة بالمجال المغناطيسي الموجود بالغلاف الجوي الشمسي.

## ملاحظات من الأرض

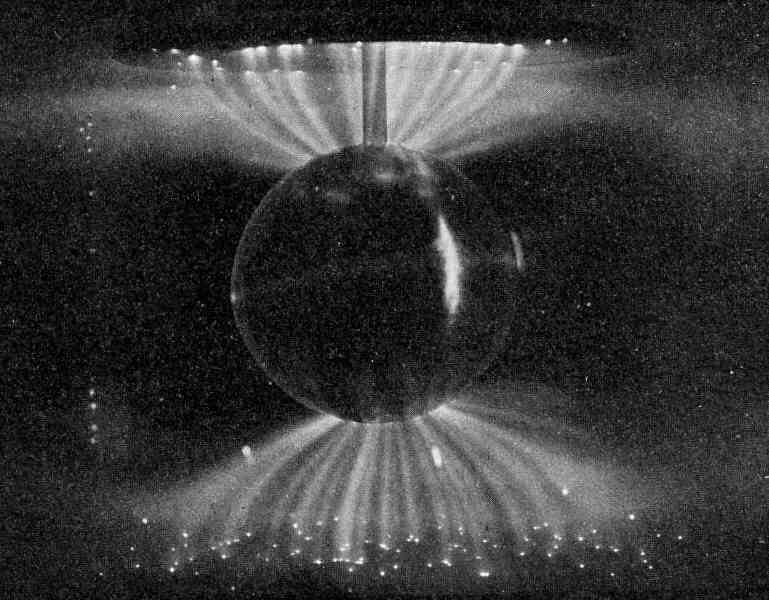
محاكاة معملية لتأثير الغلاف المغناطيسي على الرياح الشمسية ؛ تم إنشاء تيارات بيركلاند الشبيهة بالشفق القطبي في تيريلا، كرة أنود ممغنطة في غرفة مفرغة.

## الخصائص والهيكل

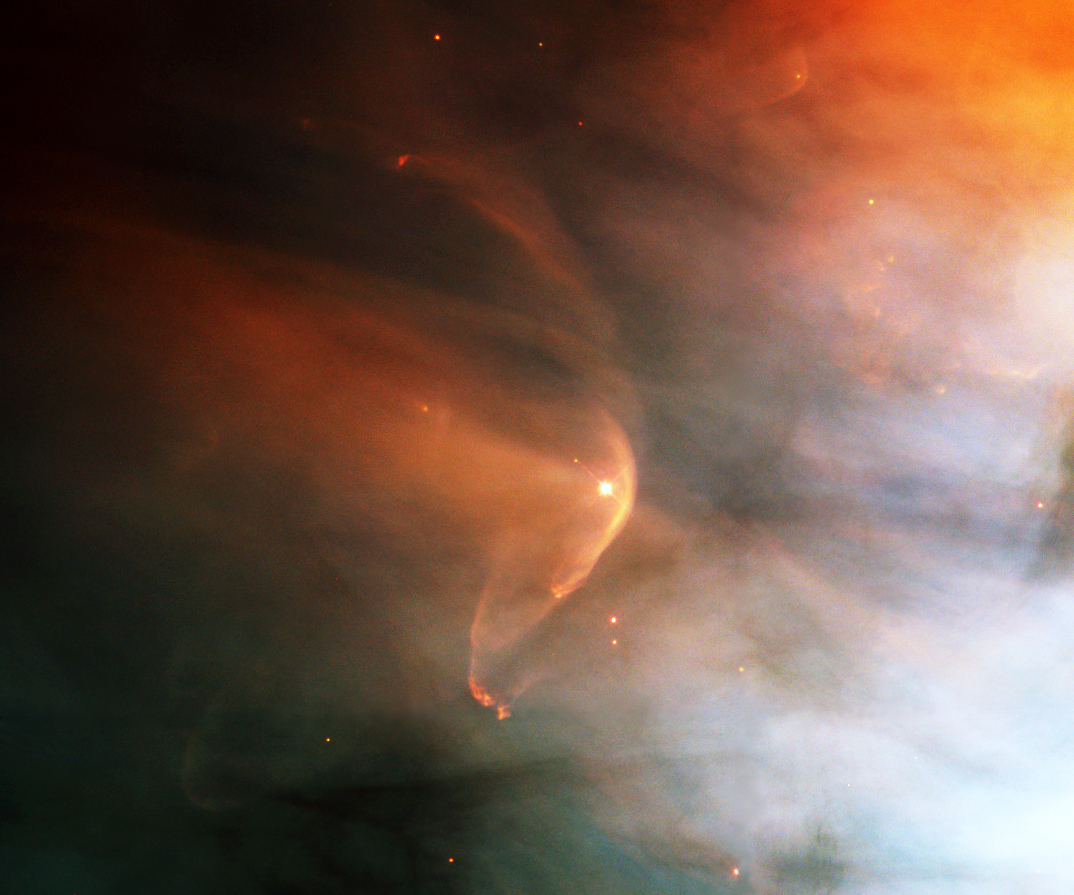
يُعتقد أن هذا يُظهر الرياح الشمسية من النجم LL Orionis تولد صدمة القوس (القوس اللامع)

### طرد الكتلة التاجية

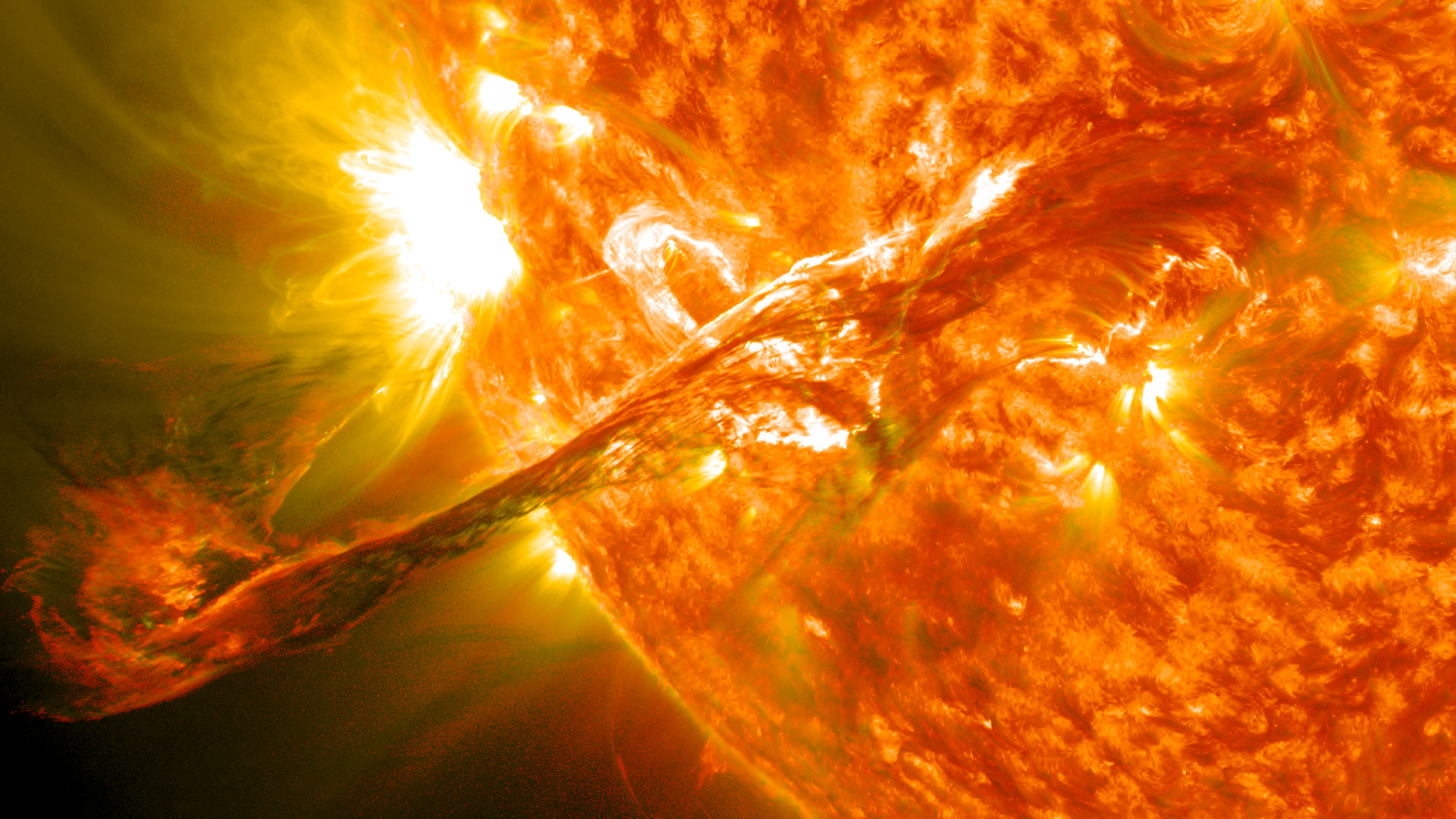
اندلع طرد الكتلة التاجية من شمس الأرض

### الغلاف المغناطيسي

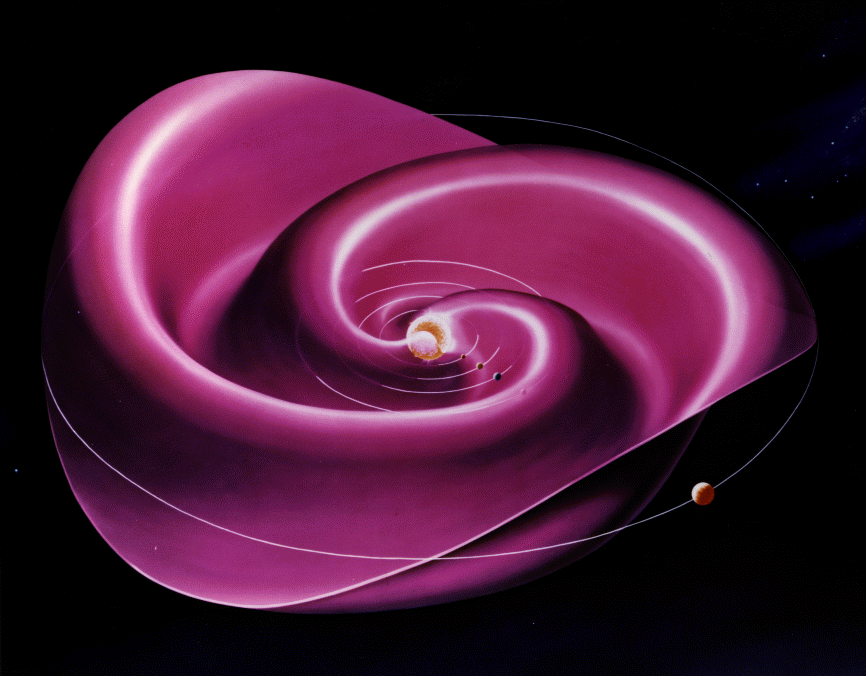
تنتج ورقة تيار الغلاف الشمسي عن تأثير المجال المغناطيسي الدوار للشمس على البلازما في الرياح الشمسية

رسم تخطيطي للغلاف المغناطيسي للأرض. تتدفق الرياح الشمسية من اليسار إلى اليمين.

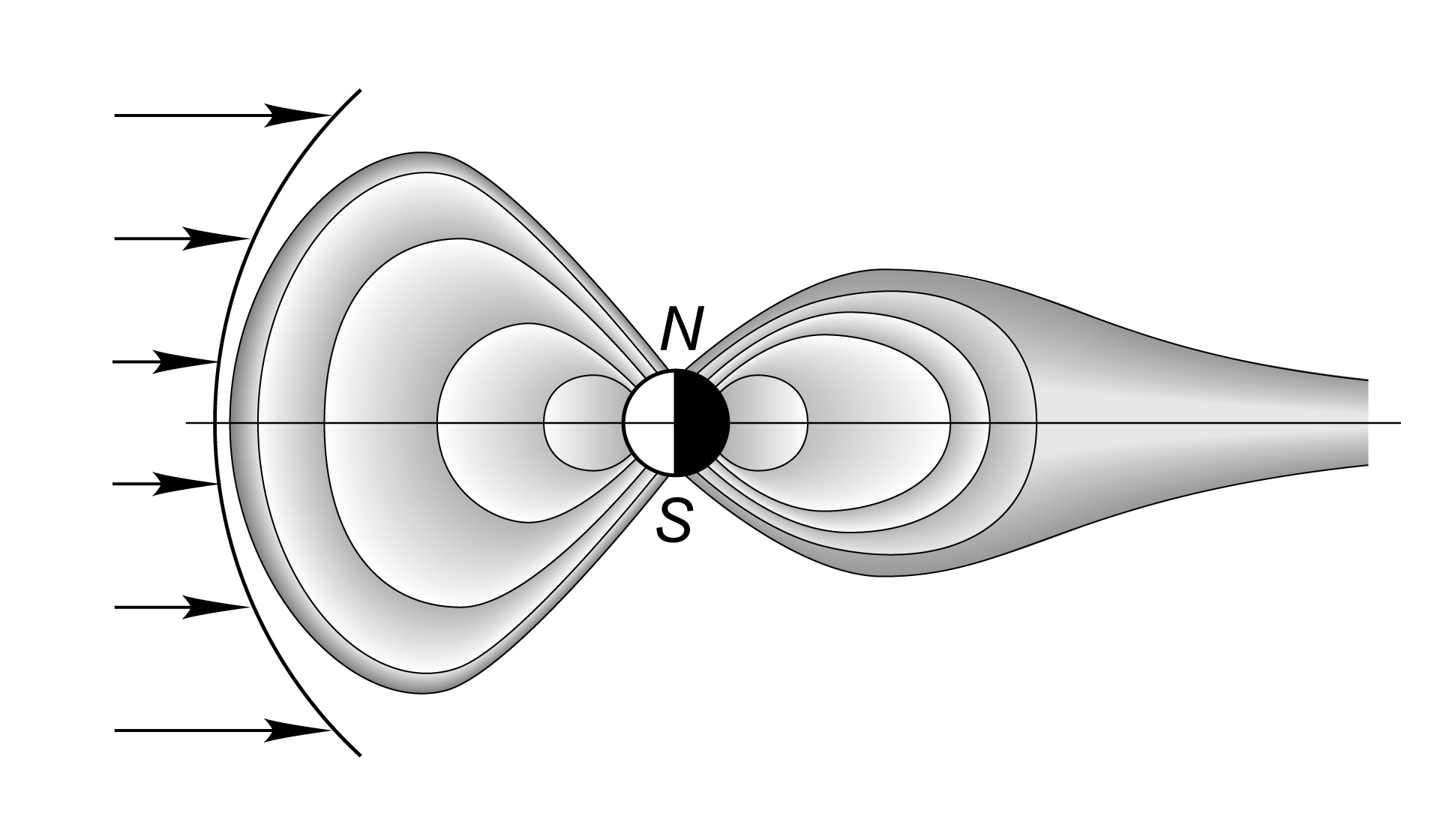
قسم الظهيرة من الغلاف المغناطيسي

### الأقمار والأسطح الكوكبية

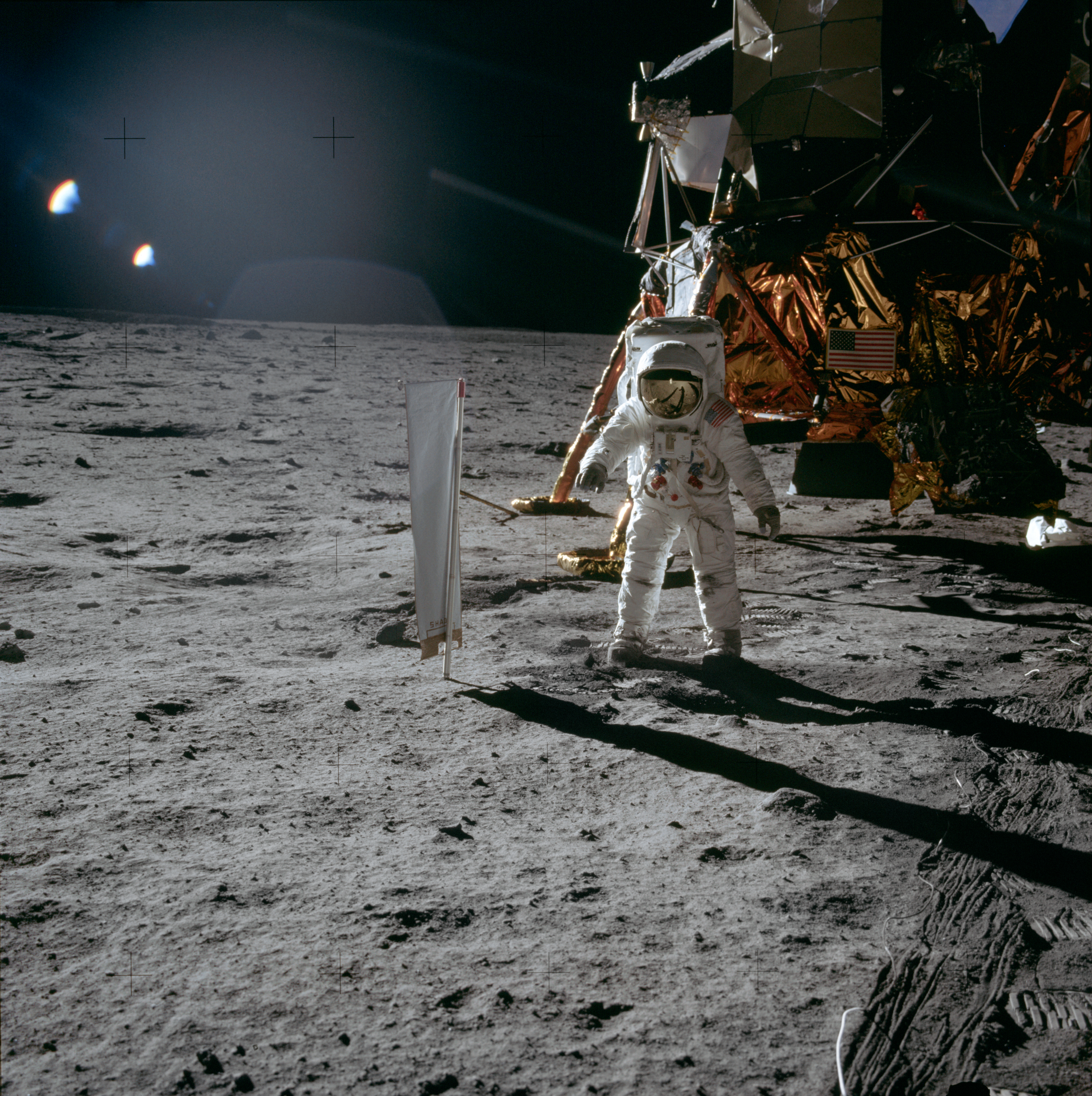
تجربة أبولو SWC

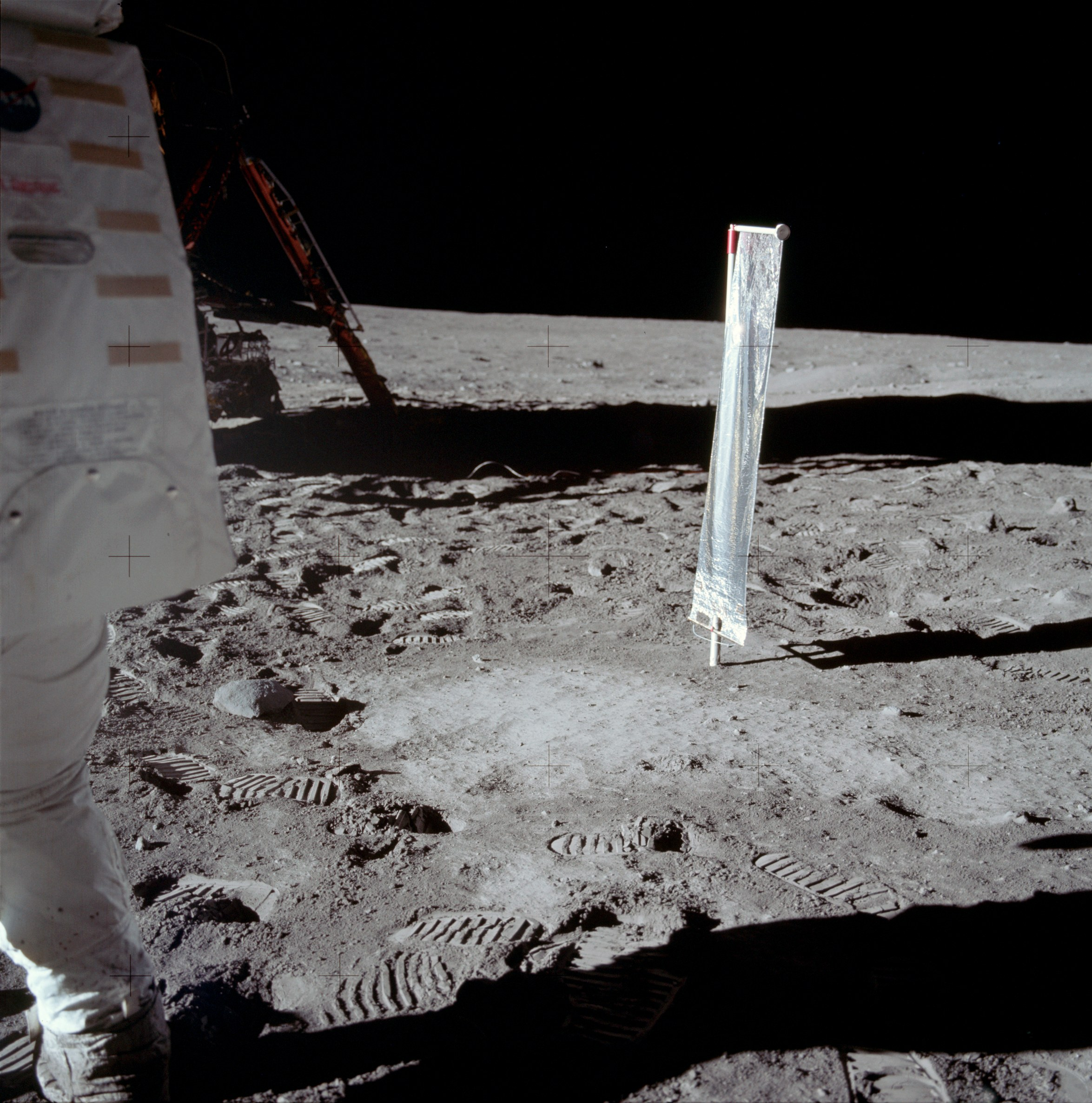
تجربة أبولو لتكوين الرياح الشمسية على سطح القمر

## أحداث بارزة

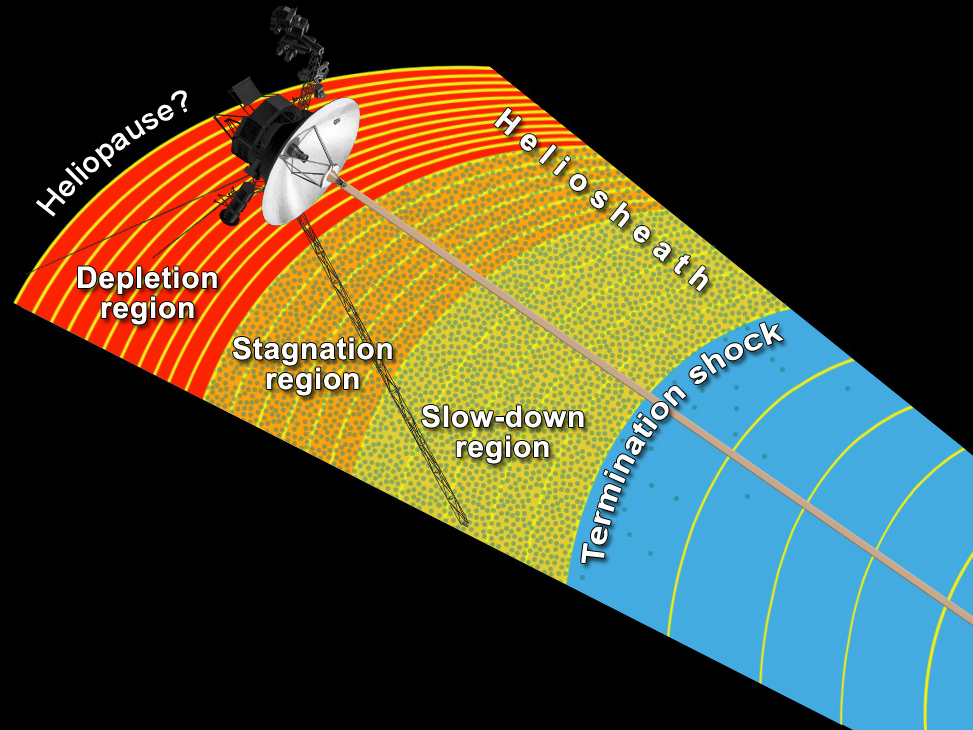
رسم بياني يوضح المناطق الخارجية للغلاف الشمسي بناءً على نتائج المركبة الفضائية فوييجر